# Aplocera roseotincta
Aplocera roseotincta là một loài bướm đêm trong họ Geometridae.